# 矮芒毛苣苔
矮芒毛苣苔（学名：Aeschynanthus humilis）为苦苣苔科芒毛苣苔属下的一个种。种加名 humilis 意为“低矮的”。